# Monika Ritz
Monika Ritz (4 ottobre 1964) è un'ex schermitrice tedesca, vincitrice di una medaglia d'oro ai campionati mondiali di scherma.